# ألكسندر جيبسون
ألكسندر جيبسون (بالإنجليزية: Alexander Gibson)‏ (و. 1800 – 1867 م) هو عالم نبات، وجراح من مملكة بريطانيا العظمى، والمملكة المتحدة لبريطانيا العظمى وأيرلندا، توفي عن عمر يناهز 67 عاماً.

## التعليم
تعلم في جامعة إدنبرة
.